# Parafia Wniebowzięcia Najświętszej Maryi Panny w Siennicy Różanej
Parafia Wniebowzięcia Najświętszej Maryi Panny w Siennicy Różanej – parafia rzymskokatolicka w Siennicy Różanej, należąca do archidiecezji lubelskiej i Dekanatu Krasnystaw – Wschód. Została erygowana w 1468 roku. Mieści się pod numerem 2. Parafię prowadzą księża diecezjalni.

## Zasięg parafii
Do parafii należą wierni z następujących miejscowości: Baraki, Boruń, Kozieniec, Maciejów, Siennica Królewska Duża, Siennica Królewska Mała, Siennica Różana (kolonia), Siennica Różana, Stójło, Wola Siennicka